# Дубовская поселковая община
Дубовская поселковая общи́на (укр. Дубівська селищна громада) — территориальная община в Тячевском районе Закарпатской области Украины.
Административный центр — посёлок Дубовое.
Население составляет 20 435 человек. Площадь — 198,5 км².

## Населённые пункты
В состав общины входит 1 посёлок (Дубовое) и 4 села:
- Вышний Дубовец
- Нижний Дубовец
- Калины
- Красная